# Fiave'
Fiave' este o arie protejată (arie specială de conservare — SAC, sit de importanță comunitară — SCI) din Italia întinsă pe o suprafață de 137 ha, integral pe uscat.

## Localizare
Centrul sitului Fiave' este situat la coordonatele 45°59′47″N 10°49′53″E / 45.996389°N 10.831389°E.

## Înființare
Situl Fiave' a fost declarat sit de importanță comunitară în iunie 1995 pentru a proteja 1 specie de plante și 39 de specii de animale. Situl a fost protejat și ca arie specială de conservare în martie 2014.

## Biodiversitate
Situată în ecoregiunea alpină, aria protejată conține 8 habitate naturale: Mlaștini alcaline, Păduri aluvionare cu Alnus glutinosa și Fraxinus excelsior (Alno-Padion, Alnion incanae, Salicion albae), Mlaștini turboase de tranziție și turbării mișcătoare, Liziere de ierburi înalte hidrofile de câmpie și de nivel montan până la alpin, Păduri de fag Asperulo-Fagetum, Lacuri eutrofice naturale cu vegetație de tip Magnopotamion sau Hydrocharition, Fânețe de joasă altitudine (Alopecurus pratensis, Sanguisorba officinalis), Pajiști cu Molinia pe soluri calcaroase, turboase sau argilos-nămoloase (Molinion caeruleae).
La baza desemnării sitului se află mai multe specii protejate:
- plante (1): moșișoare (Liparis loeselii)
- păsări (39): uliu porumbar (Accipiter gentilis), uliu păsărar (Accipiter nisus), lăcar mare (Acrocephalus arundinaceus), lăcar-de-mlaștină (Acrocephalus palustris), lăcar-de-lac (Acrocephalus scirpaceus), minunița (Aegolius funereus), pescăruș albastru (Alcedo atthis), rață mare (Anas platyrhynchos), fâsă de pădure (Anthus trivialis), egretă mare (Ardea alba), stârc cenușiu (Ardea cinerea), stârc roșu (Ardea purpurea), ciuf de câmp (Asio flammeus), ciuf-de-pădure (Asio otus), cocoșul de mesteacăn (Bonasa bonasia), Cettia cetti, barză albă (Ciconia ciconia), erete de stuf (Circus aeruginosus), erete vânăt (Circus cyaneus), cristeiul de câmp (Crex crex), ciocănitoare neagră (Dryocopus martius), presură de stuf (Emberiza schoeniclus), vânturel roșu (Falco tinnunculus), muscar negru (Ficedula hypoleuca), găinușă de baltă (Gallinula chloropus), frunzăriță galbenă (Hippolais icterina), stârc pitic (Ixobrychus minutus), sfrâncioc roșiatic (Lanius collurio), gaia neagră (Milvus migrans), codobatura galbenă (Motacilla flava), viespar (Pernis apivorus), pitulice-fluierătoare (Phylloscopus trochilus), cristei de baltă (Rallus aquaticus), mărăcinar (Saxicola rubetra), huhurez mic (Strix aluco), silvie de câmp (Sylvia communis), silvie-mică (Sylvia curruca), corcodel mic (Tachybaptus ruficollis), nagâț (Vanellus vanellus)

Pe lângă speciile protejate, pe teritoriul sitului au mai fost identificate 29 de specii de plante, 6 specii de amfibieni, 4 specii de mamifere, 5 specii de reptile.